# أبريل مكمان
أبريل مكمان (بالإنجليزية: April McMahon)‏ هي لغوية بريطانية، ولدت في 30 أبريل 1964 في إدنبرة في المملكة المتحدة.